# Besnyő
Besnyő est un village et une commune du comitat de Fejér en Hongrie.

## Histoire
Le village tire son nom d'un peuple turcophone, les Petchénègues (besenyők en hongrois), dont la présence en Hongrie est attestée du Xe au XVe siècle.
La première mention du village date de 1332. Une charte de 1424 parle de plusieurs communes ayant ce nom dans cette région.

## Jumelage
- Roumanie, Transylvanie, Cața (depuis 2006).